# Anaxyrus woodhousii
El sapo de Woodhouse (Anaxyrus woodhousii) es una especie de anfibio anuro de la familia de sapos Bufonidae. Anteriormente incluida en el género Bufo. Es nativa de los Estados Unidos y México. Los adultos tiene un tamaño de 10 cm, puede hibridarse con Bufo americanus. 

## Subespecies
- Bufo woodhousii australis (Shannon & Lowe, 1955)
- Bufo woodhousii woodhousii (Girard, 1854)

## Publicación original
- Girard, 1854 : Descriptions of new genera and species of North American Frogs. Proceedings of the Academy of Natural Sciences of Philadelphia, vol. 7, p. 86–88 (texto íntegro).